# Kabombovité
Kabombovité (Cabombaceae) je čeleď nižších dvouděložných rostlin z řádu leknínotvaré (Nymphaeales). Jsou to vodní, kořenující byliny s ponořenými nebo plovoucími listy a trojčetnými květy. Čeleď zahrnuje 2 rody a 6 druhů. Je rozšířena v tropech i mírném pásu na všech kontinentech s výjimkou Evropy. Některé druhy se pěstují jako akvarijní rostliny.

## Popis
Zástupci čeledi kabombovité jsou vytrvalé sladkovodní byliny s adventivními kořeny. Rod štítenka má pouze plovoucí, střídavé listy se štítnatou čepelí. U rodu kabomba jsou ponořené listy vstřícné s dlanitě a vidličnatě členěnou čepelí, zatímco plovoucí listy jsou štítnaté a střídavé. V pletivech stonku chybějí pravé cévy a jsou přítomny pouze cévice. Podvodní stonky kabomby jsou větvené a mohou dorůst délky až 3 metry. Květy jsou bílé, žluté, fialové nebo temně purpurové, jednotlivé, úžlabní, oboupohlavné, nejčastěji trojčetné nebo výjimečně (kabomba vodní) dvojčetné. Otevírají se nad hladinou.
Kalich a koruna jsou podobně zbarvené, s volnými lístky. Tyčinek je 3 až 6 (kabomba) nebo 18 a více (štítenka). Gyneceum je apokarpní, tvořené 1 až 18 svrchními, volnými plodolisty. Každý pestíček obsahuje 1 až 5 vajíček. Plodem je měchýřek, u rodu štítenka nažka.

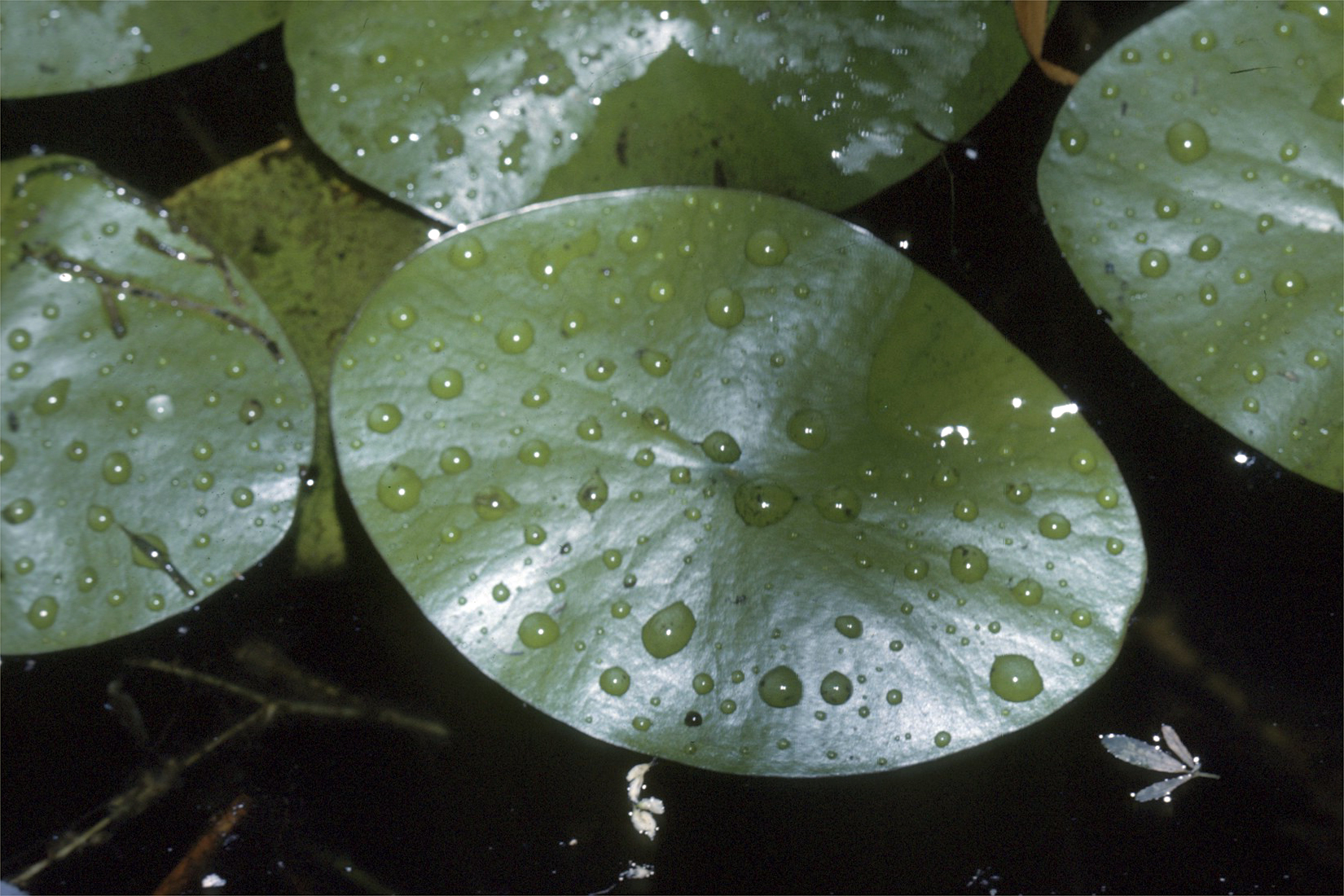
Listy štítenky Schreberovy (Brasenia schreberi)
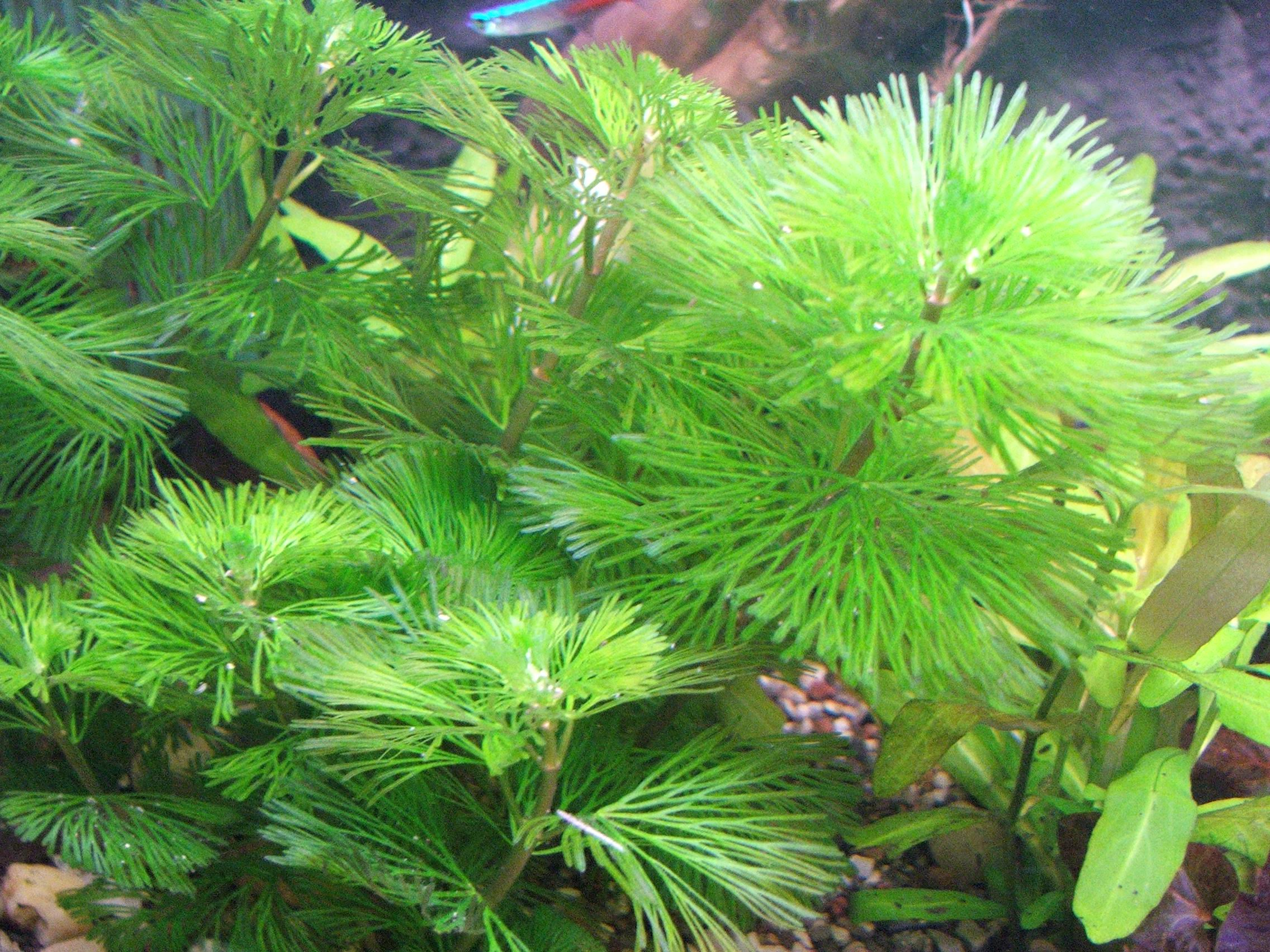
Kabomba vodní (Cabomba aquatica)

## Rozšíření
Čeleď kabombovité zahrnuje 2 rody a celkem 6 druhů. Čtyři druhy rodu kabomba (Cabomba) se vyskytují v tropické Americe, druh Cabomba caroliniana je rozšířen v jihovýchodních oblastech Severní Ameriky a na jihu Jižní Ameriky. Některé druhy zdomácněly v Asii, Austrálii i v Evropě. Rod štítenka (Brasenia) zahrnuje jediný druh s rozsáhlým areálem rozšíření, zahrnujícím Afriku, Asii, východní Austrálii a Severní a tropickou Ameriku. Zástupci čeledi rostou ve sladkovodních nádržích, jezerech a pomalu tekoucích řekách. Rod štítenka roste v kyselejších vodách, zatímco kabomba spíše v zásaditějších.

## Ekologické interakce
Květy kabomb jsou opylovány hmyzem (zejména mouchami rodu Notaphila), zatímco květy štítenky jsou větrosprašné. U obou rodů je samoopylení zabráněno protogynií, blizny dozrávají dříve než prašníky. O způsobech šíření semen není nic známo.
Při teplotách nižších než 18 °C přechází štítenka do dormantního stádia v podobě přezimovacího pupenu, který klesá ke dnu. Zástupci rodu kabomba přečkávají nepříznivé podmínky prostřednictvím vytrvalého oddenku, při poklesu hladiny vytvářejí pouze několik listů a mohou po nějaký limitovaný čas růst i jako terestrické rostliny. Při teplotách pod 20 °C kabomby sice přežívají, avšak nerostou.

## Taxonomie
Čeleď Cabombaceae byla v klasické taxonomii stejně jako v současném systému APG III řazena do řádu leknínotvaré (Nymphaeales). Výjimkou je Tachtadžjan, který ji řadil do samostatného řádu Hydropeltidales. V systémech APG I a APG II byla čeleď Cabombaceae vřazena do leknínovitých (Nymphaeaceae).

## Zástupci
- štítenka (Brasenia), též brasenie
- kabomba (Cabomba)[5][6]

## Význam
Kabomby jsou velmi dekorativní a jsou pěstovány jako akvarijní rostliny. Jsou však poměrně jemné a křehké a hodí se pouze do nádrží bez šneků a s nepříliš velkým množstvím ryb. Nejčastěji se pěstuje C. caroliniana, řidčeji i C. australis a C. piauhyensis. Štítenka Schreberova je krátkověká rostlina, pěstovaná jako vodní okrasná rostlina v jezírkách či bazénech. Tenké výhonky štítenky jsou v Asii používány jako zelenina a krmivo pro vodní ptactvo.

## Přehled rodů
Brasenia, Cabomba